# Suprematiakten
Suprematiakterna var två akter utfärdade av Englands parlament vilka gjorde monarken till Engelska kyrkans överhuvud.

## Första suprematiakten 1534
Suprematiakten (engelska Act of Supremacy) 1534 (26 Hen. 8, c. 1) var en parlamentsakt under kung Henrik VIII av England som förklarade att han var 'det enda högsta överhuvudet på jorden över kyrkan i England'.
Henrik, som hade förklarats som "Trons försvarare" (Fidei defensor) för sin skrift där han anklagade Martin Luther för kätteri, bekräftades nu som överhuvud för kyrkan i England. Detta gjorde den engelska reformationen, som hade varit i görningen sedan 1527, officiell, och orsakade en långvarig misstro mellan England och den romersk-katolska kyrkan. Akten var ett resultat av Henriks önskan om en annullering av sitt äktenskap med Katarina av Aragonien, som påven Clemens VII hade vägrat bevilja. Suprematiakten gjorde att varje akt av lojalitet till påven (eller till någon annan icke-anglikansk religion, för den delen) sågs som högförräderi. 
Denna akt upphävdes 1554 av Henriks dotter, drottning  Maria I, som var övertygad katolik.

## Andra suprematiakten 1559
Den andra suprematiakten var återinförandet av den ursprungliga suprematiakten från 1534. Den engelska monarken var åter överhuvud över Church of England, överordnad påven. Denna akt infördes av drottning Elisabet I, den protestantiska monarken efter den katolska Maria I. Var och en som tillträdde ett statligt eller kyrkligt ämbete tvingades svära en ed om att erkänna suprematin, och den som bröt mot eden kunde bestraffas. Elisabet satte politik för religion och förföljde inte nonkonformister, eller dem som inte följde de etablerade reglerna för Church of England, såvida inte deras handlingar direkt underminerade den engelska monarkens auktoritet, som var fallet i vestments controversy. 
Konsolideringen av kyrka och stat under kunglig överhöghet satte igång politiska och religiösa stridigheter under de följande århundradena. Dessa stridigheter, tillsammans med liknande konflikter i Europa, var en anledning till att en konstitutionell åtskillnad mellan kyrka och stat infördes i många länder. I Storbritannien har dock monarken genom regeringen fortfarande en betydande inblandning i statskyrkan Church of England.